# دیاموند پوینت (واشینگتن)
دیاموند پوینت (به انگلیسی: Diamond Point) یک منطقهٔ مسکونی در ایالات متحده آمریکا است که در شهرستان کلالام، واشینگتن واقع شده‌است.